# Parapteridotelus norfolkensis
Parapteridotelus norfolkensis là một loài bọ cánh cứng trong họ Cerambycidae.